# アリアンロッド・サガ・リプレイ
『アリアンロッド・サガ・リプレイ』は、F.E.A.R.によるアリアンロッドRPGのリプレイ。『アリアンロッド・サガ』シリーズで、最も先行して世に出たリプレイシリーズ。通称『サガ無印』もしくは『無印』。GMおよび著者は菊池たけし。イラスト担当は佐々木あかね。
ほとんどのF.E.A.R.製TRPG公式リプレイでは恒例となったTRPG業界外からのゲストプレイヤーには、声優の大竹みゆを迎えている。
それまでのシリーズとは異なり、プレイヤーキャラクターが高レベルから開始され（スタート時点で12レベル）、高レベルでの『アリアンロッドRPG』（ルール第一版）のプレイ例示も兼ねている。また5巻9話「世界が変わる日」は『アリアンロッド・サガ・タクティクスガイド』で実装された「大規模戦闘ルール」の導入例ともなっている。
シリーズ進行中にルール第1版から『アリアンロッドRPG 2E』に移行した最初のリプレイシリーズでもある。もっとも、移行後最初のセッションとなる第7巻収録の第11話「共に幸せな未来を」は、収録時点では高レベルスキルをサポートする『アリアンロッドRPG 2E 上級ルールブック』が未完成であるばかりか、基本ルールブックである『アリアンロッドRPG 2E ルールブック1』『アリアンロッドRPG 2E ルールブック2』もまだデータ調整段階にあったため、暫定的なものとなっている。

## あらすじ
アルディオン大陸の宗主国・レイウォール王国にひとりの王女がいた。その名はピアニイ・ルティナベール・レイウォール。王家の末娘として大事に育てられた可憐な少女である。
ところがある日、ピアニィは父への謀叛の濡れ衣を着せられてしまう。家臣や姉のアドバイスで城から脱出したピアニィは剣士アル、異国から来た少女ベネット、軍師ナヴァールと出会い、紆余曲折の後に新たなる国を興す。その名は“フェリタニア”。かつて大陸を総べたという国の名である。
ピアニィ・ルティナベール・フェリタニア。彼女は後世において「戦乱のプリンセス」として語られることになる。

## 登場人物
『アリアンロッド・サガ・ファンブック Fellowship of Stone』収録のリプレイ「母からのメッセージ」及びボイスドラマ「思い出フロントライン」に登場する人物も本項で扱う（バルムンクのメンバーを除く）。

### ギルド「アブソリュート」
ギルドマスターはピアニィ。ただし、この名が実際に使われた事はほとんどなく、結成後間もなくフェリタニア王国が建国、メンバーが国家中枢を担う立場になったため、もっぱら「フェリタニア・パーティ」「ピアニィ一行」などの名で呼ばれている。菊池たけしはパーティの傾向について「パワー馬鹿」と形容している。
ピアニィ・ルティナベール・フェリタニア （プレイヤー/声：大竹みゆ）
- 種族：ヒューリン（データ上はハーフエルダナーン）
- クラス：ウィザード→エレメンタリスト/サモナー/メンター（第一版時代はウィザード/サモナー→メンター→サモナー）

旧名はピアニィ・ルティナベール・レイウォールで、れっきとしたレイウォール王国第二王女（プリンセス）。
末娘として大事に育てられていたが、王位継承を巡って長兄ヒューバードの奸計にはめられ、オーギュスト王殺害未遂の罪で捕らえられそうになるも間一髪脱出し、母の祖国アヴェルシアに逃れた。そこでフェリタニア王国を興し、それ以降はフェリタニア姓を名乗る。ミドルネームの「ルティナベール」は母の名を取ったもの。
一度も冒険などしたことの無い箱入りのお姫様だったはずだが、やたら高い魔法攻撃力と的確すぎる戦闘行動、時折零す非常に攻撃的なセリフがあいまって「殺意が高い王女（姫）」等と言われている。3話でのリシャール戦ではサポート役の神官を攻撃した際に「敵の神官は生かしておいてはいけないと聞いた」と口走っており、これがきっかけで以後「殺意」の強調に拍車がかかった。
口下手な一面があり、ゴーダ伯やリシャールなど、弁が立ちつらつらと意見を述べて来る相手にはすぐ勢いに飲まれて詰まってしまう。その都度ナヴァールやアルにフォローされるのが通例。
また箱入りゆえの理想家でもあり、望むと望まざるにかかわらず自身の独裁国家として出発せざるを得なかったフェリタニアの女王としての重圧もあって、事件が起きる度に現実を突き付けられて歯噛みする、という場面が何度か見られた。
竜輝石戦争後はフェリタニア（アヴェルシア）の王位を従兄ウィルフレッドに譲位し、連合王国とレイウォール王国の三国を含めたフェリタニア合衆国の大統領となった。
しかし統一帝即位の隠された儀式である”真の四宝の試み”の最中に、絡み合うセフィロスと“邪神の御子”（の肉体）を取り込んでしまい、意識不明の状態に陥ってしまう。その後意識を回復したものの、取り込んだ二柱の影響で、周囲の生命を無差別に吸い取る能力が宿っており、制御できないという最悪の状態に陥る。
その後、マーリンの予言を受け、シェルドニアン学園に存在する母・ティナの設計したダンジョンに挑戦。最深部でのピアニィズとの激戦の後、「真実の竜輝石」の力を身につけるべくサザーランドの導きで修行に出、表舞台から姿を消した。
13話にて神喚者として認められるがそれでもその能力を抑えるのは3分が限度だった。その3分の間に来寇者に襲われたノルウィッチを助けにアルディオン大陸へ戻りその場にいた人々の前で統一帝の退位を宣言。再びアルディオン大陸から消えることとなった。大陸分離計画を進めるヒューバードを討つべくアルディオンへと戻り、目的は達成したもののステラの救出には失敗。戦乱の黒幕であった“邪神の御子”と邂逅した後、「神の戦士」としてパーティごと700年前のアルディオンへと飛ばされる。この時、決戦前夜にフェリタニアと会話した際に母譲りの「倒すのは神官から」というセオリーを伝えているが、そのセオリーの始まりは実はこのやり取りであったことが判明している。帰還後、切り離されるアルディオンをエリンに繋ぎとめるべく、神竜王の鱗を媒介とした氷魔法を発動、人柱に近い状態で切断を食い止めている。
元々は「世界の救済」のため、セフィロスと邪神の御子を宿して消える「生贄」として、「真実の竜輝石」への親和性と高い魔力を持って生み出された存在である。この能力の基礎となったのは、700年前にウルフリックが行ったセフィロスと“御子”を己に封じ込める儀式。
水系の攻撃魔法を得意としており戦闘では《コキュートス》《フロストプリズム》を軸に魔法攻撃役として立ち回る。また攻撃補助も担当する。
アル・イーズデイル （プレイヤー：矢野俊策 / 声：関智一）
- 種族：ヒューリン
- クラス：ウォーロード→ドレッドノート/サムライ/ドラグーン（第一版時代はウォーロード/サムライ→ガンスリンガー→ドラグーン）

メルトランド王国南部の国境の町ノルウィッチ出身の剣士。剣聖テオドールの弟子で、二刀流を操り、彼自身もそこそこ名を知られている。「イーズデイル」という姓は偽名で、本名はアル・ブルックス。
実家はブルックス商会という商家。女系家族の中で唯一の男子だった為、母や姉妹たちに玩ばれる日々に嫌気がさして家出をしてテオドールに弟子入りをした。しかし、そのテオドールとはある事件が元で離別。その事件の原因を探る過程でピアニィと出会う事になる。
『ブレイク』シリーズのプレイヤーキャラクターであるナーシアとは、兄妹弟子の関係にある。『アクロス』2巻では修行時代のアルがNPCとして登場している。
精神的にまだ若く、約束という言葉に異常なこだわりを見せる。その反面、体制・武士道や騎士道といったものは嫌っている。苦手なものは犬（正確には小動物）。
ピアニィに対しては出会った当初から放ってはおけないものを感じており、後にピアニィ女王の最初の騎士となる。ピアニィとは対照的にかなり現実的な性格で、彼女の理想主義に苦言を呈すこともしばしば。
とはいえ仲は良好で周辺からはカップルに近い扱いを受けておりアルがピアニィを気にかける事も多々あったが明確に感情を出す事はなかった。
ところが『無印』8巻でピアニィが邪神の御子を身体の中に宿してしまい、自身の目的と感情の間で迷いが生じてしまう。その結果『サガ無印』9巻にてピアニィに対し「おまえを失う事は耐えられない」と告白。その為なら剣を折ってもいいとまで語った。
実は2人の感情は微妙にすれ違っておりピアニィはアルの申し出を断る形となったがピアニィから改めて「自分についてきてほしい」と言われこれを受諾。「これからは俺がおまえの夢になる」と伝えている。
ピアニィに宿った「命を吸い取る力」の影響を受けたものの、背負っている「憤怒の神剣」が持つ「神秘殺しの力」によって護られ、大事には至っていない。
戦闘においては《クロススラッシュ》による複数回攻撃、《ディフェンスライン》による高い回避力によりパーティの物理攻撃兼防御役として立ち回る。
ナヴァール （プレイヤー：鈴吹太郎 / 声：檜山修之）
- 種族：ドラゴネット（アンスロック：竜の特徴は目にしか現れないが、普段は常に目を閉じている（そのため、一見は長身〔2m近い〕のヒューリンに見える））
- クラス：プリースト→ビショップ/フォーキャスター/メンター（第一版時代はプリースト/フォーキャスター）

伝説の軍師サザーランドの直弟子。ピアニィの姉ステラとは兄妹弟子の関係で、「臥竜（ステラ）」「鳳雛（ナヴァール）」と並び称されているが、本人は「鳳雛だと死んでしまう」と「臥龍」であることにやたらと拘る。なお、それを拾ったのか4話では、バーランドへの帰還を急ぐ途中「落鳳坡」でヒューバードの刺客に暗殺されそうになっていた。
政治家としては未熟な一方国家元首として莫大な責任がのしかかったピアニィに数々の助言をして国を支える稀代の軍師にして為政者であり、ピアニィがフェリタニア王国を興し、維持していくのに、彼が果たしている功績は限りなく大きい。
国内では外交・軍事を取り仕切っている。
サザーランドに師事する前の過去については明らかになっていない事が多く8巻の段階で「世界の秘密と真実に気づき、それを監視し、時が来るのを待って」霊峰ネビスに留まっていた事と、何らかの出来事で母と別れたという2点のみだった。
12話にて「命を吸い取る力」の影響を受けなかった理由の説明が必要になったがナヴァールのみその場で決める事ができず、無事で済んだ理由と過去設定は異例の読者募集に委ねられた。
13話にてやっと過去が明かされた。ナヴァールは神竜王セフィロスがヒューリンの女性フェリタニアに力を宿して生まれたセフィロスの化身である（竜と人のハーフ、といった解釈も出来る）。竜としての名前は「“聖灰竜”ナヴァール」。なお邪神も同じ女性に力を宿したためナヴァールは神竜王の力と邪神の力を両方受け継いで生まれる事となった。成長後その邪神を危険視したサザーランドの手引きでテオドールに憤怒の神剣で斬られ、瀕死の重傷を負うがたまたま存在した“もうひとつの石”の導きで命を救われ、同時にもうひとつの石の運命を負うことになった。
「ナヴァール」というのは実は略称であり、フルネームは「ナーヴァスチャン・スタイナール」。『サガ無印』11巻において、ウルフリックの儀式によって「神の戦士」として過去に飛ばされた際、生まれたばかりのナヴァールにピアニィが名付けた。
戦闘ではフォーキャスターとして戦場のコントロールを行うが、2巻でケセドの杖を取得してからそのサポート能力が爆発。行動値強化・防御・敵の行動の妨害でパーティを支援する。
『デスマーチ』シリーズにおいてはギルド・エンジェルファイヤーに対する司令官的役割も務めているが、同シリーズにおいては演出が“はっちゃけて”おり、登場時の行動が「椅子に座ったまま浮いている」「タンスから出て来る」「妙に間延びしたり、軽い喋り方になる」「ドラゴンの着ぐるみを着ている」「黒猫を抱いてスクリーンにシルエットだけ投影し、悪役組織の黒幕を気取る」など奇行が目立つようになっている（アキナ曰く「構ってほしい」らしいが）。これはエンジェルファイヤーを招集する際の「恒例」らしい。
『ゲッタウェイ』1巻1話「革命★センチメンタル」では、兵を率いて世界平和研究所を襲撃し、ヒルダ達が逃亡する原因を作った（ヒューバードの動きを調査していた中で、不審な資金の流れを掴んだためである）。また、1巻2話「潜入★リリシズム」では反逆者であるベルフトを敢えて処刑しないことを決定し、ヒルダ達が彼を救出し、結果出奔する一因を作った。
ベネット （プレイヤー：大畑顕 / 声：小島めぐみ）
- 種族：ヴァーナ（アウリル）
- クラス：スカウト→デッドアイ/ダンサー/テイマー（第一版時代はスカウト/ダンサー→サモナー→ダンサー）

エリンディル大陸から渡ってきた弓手。『アリアンロッド・リプレイ』シリーズでのプレイヤーキャラクターから『アリアンロッド・リプレイ・ルージュ』でのNPC、「ルネス殺人事件」（『アリアンロッド・リプレイ・アンサンブル』収録）でのPCを経て、4度目（PCとしては3度目）の出演となった。
エリンディル西方神殿の総本山・ディアスロンド大聖堂がモンドーラの襲撃を受け、至宝「旅人の石」が奪われた事件（「竜輝石」及び「フェルシア / ノイエ / ガーベラ / 教皇ヴェラシオ・ハーヴェイ」の項を参照）の収拾のため、教皇の命令により部隊を率いてアルディオン大陸に渡ってくる。しかし途中で嵐に遭遇し、ただ一人だけ救命ボートに乗り移ってアルディオンに流れ着いたところをピアニィ達に拾われるという相変わらずの三下っぷりを発揮。その一方、アルディオン大陸諸国の覇権争いの原因である「統一帝」システムとそれを自明として疑わないアルディオン人を糾弾し、「世界の救済」なる言葉に露骨な嫌悪感を見せるなど、エリンディル大陸から渡来した冒険者という立場ゆえの重い発言もしばしば行ったり、竜輝石戦争においては『ベルフト不在のレイウォール本土に進軍する』という奇策を提言・勝利に貢献したりするなど、英雄の名にふさわしい行動も垣間見せる。
本来の目的は3巻5話「フェリタニア絶対防衛戦」で果たしているが、自らの意思でアルディオンに留まっていた。竜輝石戦争後、ディアスロンド大聖堂へ旅人の石を返すために一度エリンディル大陸に帰還しようとするも、そこでまた新たな事件に巻き込まれ再びアルディオンへ戻ることを余儀なくされる。その後13000回（本人談）に渡りエリンディル帰還を試みるもすべて失敗。フェルシアとの再会を経て、「ピアニィたちの行く末を最後まで見届ける」決意も新たにピアニィたちの下に正式に帰参した。
当初は『アリアンロッド・リプレイ』の頃と同様鎧は着ておらず防御力は0だったが、「フェリタニア絶対防衛戦」においてついに防具を購入、「スーパーベネット」（『サガ無印』4巻7話「ステラ奪回」では「スーパーベネットRX」）を自称し、GMや他のプレイヤーからは「ベネットを何だと思ってるんだ」と激しく突っ込まれていた。その後9巻で再び防御力0になってしまい「一周して戻ってきた」とさらに突っ込まれることとなった。
「のっとぎるてぃ」時代（『アリアンロッド・リプレイ』シリーズ）にエイジを救えなかったことを今なお悔やんでおり、8巻においては「今度こそ、仲間を救って見せる」と宣言し、ヒューバードの言を「神の真似をした驕り」と喝破する、目的に迷うアルを叱咤する、ネビスへの道程をメモでクリアする、落ち込むピアニィのためにあえて道化を買って出るなど、「英雄」の称号に恥じぬ活躍を見せた。
「無印」以降は全く触れられていないが妖魔の血を引いており、「イフ」収録の「バウエストンの逆転」においてはシナリオボスに抜擢されている。
戦闘においては圧倒的回避能力と「インターフィアレンス」による攻撃妨害や追加行動の付与、シナリオにおいては高い感知・器用でパーティを支える。

### フェリタニア＝メルトランド連合王国
メルトランド3王家
スリス・ロイドス（小見川千明）
ヒューリン。メルトランド3王家の一つロイドス家の出身。まだ10歳に満たない少女だが、「聖なるヒースの声」を聞くことが出来るため、女王となっている。ピアニィとは幼い頃に知り合っている。
グラスウェルズ王国の侵攻により王都レスノールが陥落し、さらに「聖なるヒース」が枯死してしまったため危機に陥るが、ピアニィ達に救出されノルウィッチ伯イザベラの保護下に置かれる。その後、ナヴァールの進言に従い、レイウォールに対しメルトランド領土の割譲と引き替えにレイウォール占領下の旧アヴェルシア領土の譲渡（事実上のフェリタニアの地位保全）を申し出る。フェリタニア＝メルトランド連合王国成立に際してはピアニィに王権を示す「メルトランドの王威の竜輝石」を信託した。そのため連合王国期には王位継承権第1位とみなされていた。
竜輝石戦争終盤、ノルウィッチが落ちた際には、イザベラやウィルフレッドともどもベルフトによって人質にされてしまったが、無事救出された。戦争終結後、ナヴァールの勧めによって、連合王国期は「聖なるヒース」の枯死を理由に固辞していたメルトランド王号を再び受け入れた（もっともピアニィはメルトランド戦役でのレスノール陥落と「聖なるヒース」の枯死後も、スリスをメルトランドの正統な女王とみなしていた）。
設定クラスは不明だが、預言者の素質があるらしく、メルトランド戦役でノルウィッチに脱出した際は「聖なるヒース」の神託としてピアニィに7つの「王威の竜輝石」の収集を求め、「共に幸せな未来を」では”真の四宝の試み”に望むピアニィについて「今度ばかりは嫌な予感がする」と、後に彼女に振りかかる災厄の予兆を感じ取っている。
イザベラ・クリード
ヒューリン。メルトランド3王家の一つクリード家の血を引くノルウィッチの領主で伯爵。重度の城マニアでノルウィッチ城を強化することが生きがい。城の真価が問われる出来事があると性格が変わる。
ブルックス商会に資金援助を求めに来ていたナヴァールにレスノールよりスリスを救出するよう要請、スリス救出以後はフェリタニア最前線の城主として奮戦した。
フェリタニア＝メルトランド連合王国成立に際して行われたノルウィッチ遷都の後も領主としての地位は認められており、「首都に相応しい城を」の大義名分を得て以前にもまして精力的に城の強化に取り組んでいる。3王家の中でも年長者とあって、ナーシアやスリスを可愛がっている。

エルゼリエ・ブルックス
ヒューリン。メルトランドのノルウィッチに本店を構える商社「ブルックス交易商会」の会長にしてアルや『アクロス』シリーズのエルザの実母、『デスマーチ』シリーズのアキナの養母。アルからは「おかん」と呼ばれている。
「メルトランド戦役（前編）」において、建国早々財政難に陥ったフェリタニアに金銭援助を求めるため、アルは10年振りに再会させられる羽目になるが、その際にピアニィをアルの婚約者だと思い込んでいる。キャメルウォータ会戦で連合王国軍勝利の報を知るや戦勝バーゲンセールを仕掛けるなど商魂はたくましい。
多くの戦災孤児を養子として引き取っており、サプリメント『サガ・タクティクスガイド』では彼女らによる互助組織「ブルックス娘子軍」を有していることが明らかにされている。ブルックス娘子軍はリプレイでは『デスマーチ』3巻6話「今、ここにある危機」に登場し、竜輝石戦争において一部がメルトランドのシャールズベリに派遣されている。
ナイジェル・ムーア
ヒューリン。旧アヴェルシア王国宮廷大臣で、アヴェルシアがレイウォール王国に併合され属領化してからは、反乱組織のトップを務めていた初老の女性。ピアニィの帰還とフェリタニア王国の建国に協力し、後には王国の重臣となる。連合王国では内政を担当する。
ネルソン・ムーア
ヒューリン。ナイジェルの息子（リプレイやサプリメントによっては「孫」という表記もある）で、元レイウォール騎士団のアヴェルシア駐屯部隊の隊長。ピアニィの反乱に合わせて自らも寝返り、フェリタニア王国の騎士となる。
「新世界のサーヴァント～其は滅ぼす者～」にて、アヴェルシアの一角を襲った妖魔の群れを迎撃すべく出撃したが、その後の消息は不明。
ジョリィ・フウマ
ヒューリンのナイト/モンク。旧メルトランド王国の騎士で、「ノルウィッチの神盾」の異名を持ち、鉄壁の防御力を誇る。また、相棒のシャオリーと並び、「守りのジョリィ」とも称されていた。（シャオリー・ブルームの詳細については「バルムンク」の項を参照のこと）
「メルトランド戦役」（前・後編とも）でスリス救出に向かうアブソリュートに同行。レスノール陥落後は、レイウォールとの交渉に赴くナヴァールの護衛を務め、帰還後はバーランド攻防戦に参加した。その後、『アクロス』最終巻において、ラドフォード伯の要請によりシャオリーと共に新生「黄金の狼」の救援に駆け付けた。
「メルトランド戦役においては、リシャールの攻撃からアルを守り勝利を呼ぶ決め手のひとつとなる」「黄金の狼をコカトリスの猛毒から守り切る」など異名にふさわしい活躍を残してはいるのだが、その、ともすれば無謀とも取れる行動ゆえにプレイヤー達からはどちらかといえばネタキャラ扱いされている。
ステラ・ヴェレンガリア・レイウォール
ヒューリンのパラディン/フォーキャスター。レイウォール王国（元）第一王女。つまりピアニィの異母姉にして、女性ながら戦では先頭に立って皆を鼓舞する前線指揮官。自身も神聖魔術の他、呪歌を使いこなす強者。ナヴァールとは同じくサザーランドの元で学んだ兄妹弟子の仲で、数少ない本音で語り合える恋仲同然の相手である。
レイウォール最強の竜炎騎士団の団長を勤めていたが、ヒューバードの策略で後に解任・拘束されてしまう。その後ナヴァール・ベネット・ゼパ・カテナの助けで救出され、ナヴァールの説得を容れてフェリタニア王国へ亡命した。このとき、レイウォール姓を一旦放棄している。なお「ヴェレンガリア」は母の性であり、ベルフト同様の二重姓。
連合王国では、軍師補佐を勤めた。一度は（レイウォールの王命であったとはいえ）フェリタニアやメルトランドに剣を向けた身だが、その人也ゆえか王国内ではおおむね好意的に受け入れられた。主君となったピアニィに対しては、公の場では「主君と臣下の騎士」の関係を守っており、己の命令一つで数多の人命を奪う君主としての覚悟をピアニィに求めるなど厳しい一面を垣間見せた。が、私事においては、元より「ピィ」と呼んで溺愛していたピアニィに対する愛情が暴走の域に達しており、愛称と敬称が混ざってしまったり（このとき「ピィ陛下」というおかしな呼称を用いている）、自分のナヴァールに対する愛情よりもピアニィの婚姻問題に対する心配を優先する場面が見られた。
竜輝石戦争終結後は、ヒューバートの失踪とベルフトの拘留、連合王国とレイウォールの国家統合を受けて、ピアニィより「代王」の肩書でレイウォールの王座を信託され、後に正式に王位に就く。ピアニィへの愛情は相変わらずで、「共に幸せな未来を」ではピアニィの身を案じる余り、”真の四宝の試み”に際して諸王諸侯に対して出された国外避難勧告を最後まで拒んだものの、ナヴァールの説得に折れ、第3次「黄金の狼」の援護を得てウィルフレッド、スリス、エルザと共にエストネルから退去している。だが、「新世界のサーヴァント～其は滅ぼす者～」においてはナヴァールが送ったアニマルメッセンジャーへの返答がなく、エルザ達と行動を共にしている描写もなく、行方不明となっている。
本来はピアニィを「真の四宝の試み」に臨ませるためのサポーターとしての役割を負わされた存在であり、そのためにオーギュストから最高クラスの指揮統率・分析能力を与えられている。そして、本来の計画においての役割はアルディオン大陸を切り離す際に必要な魔導装置のデバイスとして、膨大な量の情報を処理するための存在。指揮能力はその副産物。
オトガル・カルカーニ
『ブレイク』シリーズからのゲスト出演。「フェリタニア絶対防衛戦」のシナリオ変更に際してグラスウェルズ占領下のメルトランド人の代表に成り得る人物が必要になり再登場した。詳細はアリアンロッド・サガ・リプレイ・ブレイクを参照。
アキナ・ブルックス / マルセル・ベルトラン
『デスマーチ』シリーズからのゲスト出演。詳細はアリアンロッド・サガ・リプレイ・デスマーチを参照。

### レイウォール王国
「赤竜王」オーギュスト・ダリウス・レイウォール
ヒューリン。本編開始時点の統一帝にしてレイウォール国王。ピアニィの父。病に伏せっており、自らの命が長くないことを悟り、ピアニィを後継者とするよう遺言するが、それが王位継承を巡って争いを呼ぶことになる。
『サガ無印』シリーズでは病身とピアニィの父親という面を強調して好々爺のように描かれているが、サプリメントの記述では、神託戦争において「オーギュスト法典」と呼ばれる過酷な賠償条件をグラスウェルズに要求するなど容赦のない一面も見られる。
1巻1話「反乱の日」のミドルフェイズ以降意識不明の状態にあったが、「世界が変わる日」エンディングフェイズにて意識を取り戻し、ノルドグラム城のバルコニーから「レイウォールの王威の竜輝石」を掲げて停戦を命じるピアニィと並び立つ。だが覚醒も束の間、6巻10話「巨星、立つ」で再び昏睡状態に陥り、ベルフトが連合王国軍に降伏して数日後、かつて彼が目指していたという「世界の救済」の真実をピアニィに伝えることなく崩御した。
ヒューバードの目指す「世界の救済」は、オーギュストがかつて目指していたものとと同じではあるが「巨星、立つ」にて、オーギュストは「『世界の救済』が必ずしも正しいとは言えない」とティナに諭され、それを考え直したことをピアニィに伝えている。もともとはヒューバードからも尊敬を受けていたのだが、ティナの言葉で心変わりしたのがきっかけで信を失い、毒を盛られることになった。
無印9巻で語られたが、レイウォール王国はブルク王（オーギュストの父、ピアニィ四兄姉妹の祖父）の時代で、バルムンクのアザゼルを倒し、エストネルとも取引をして統一帝となったが、バルムンクとの関係は続き、王家は逆にバルムンクを利用しようとし、アルディオン大陸から神も魔も排除し、自分達がアルディオン大陸を支配するという野望を抱くようになった。その意思が、オーギュストやヒューバートに受け継がれている。
ヒューバード・アーネル・レイウォール
ヒューリン。レイウォール王国第一王子、つまりピアニィの長兄（異母兄弟・以下ステラまで同様）。クラス不明。『サガ』全体の黒幕の一人。優秀な政治家であり、父王オーギュストが病に伏せってからは摂政として国政を司っていた。後にオーギュストが「後継者」にピアニィを選んだことにより、託された言葉（「世界の救済」を諦めるよう書かれていた）を握り潰し、ピアニィをオーギュストの殺害を狙った反逆者に仕立て上げる。
ピアニィのことは愛しているがあくまで「妹として」あるいは「道具として」であり、「共に幸せな未来を」では、GMは、彼の計画にはピアニィはもちろんベルフトやステラも必要としていることを明かしている。
「ステラ奪回」や「世界が変わる日」にて、相手を洗脳する能力を持つことが明らかにされている。その力は十二人衆クラスのバルムンクすら屈服させるほど強力。反面、直接の戦闘力はないに等しいが、歴戦の勇士である4人を前にして逆に威圧するほどの存在感を持つ。それは、アルをして「本当に人間か」と言わしめるほどである。ただ、本人も後述の通りオーギュストから特殊な力を与えられており、これによってピアニィズを無敵状態に押し上げていた。ノルドグラム攻略戦を最後に表舞台からは姿を消すが、「巨星、立つ」ラストシーンにて、いずことも知れぬ場所で七人の謎の影とともに、世界の救済を掲げ決起。「共に幸せな未来を」ではエストネルのとある洞穴でベルフトと密会し、協力を要請するが断られている。
8巻において一行の前に現れた際は自らの手で「作り出した」ピアニィのクローンである少女たちを引き連れていた。またゲッタウェイ2巻3話（無印8巻と同時期）ではリージュの『お兄様』であることが判明。『妹』リージュに自らの目的を語り去って行った。
当初からバルムンクと手を組んでいたことが徐々に明かされており、「ステラ奪回」においては「世界の救済」という目的を語っている。その全貌とは神竜王セフィロス・「邪神の御子」を含むすべての神と魔を殲滅した上で、アルディオン大陸をエリンから切り離し、人間による支配を実現することであり、そのためにピアニィが（最悪でも彼女の遺体が）必要不可欠だと語っていた。これは、「真実の竜輝石」を使える素質を持つピアニィがどうしても必要になるため、彼女が死亡した場合は「銃剣」を憑依させて利用するつもりだった。彼によれば、オーギュストは「世界の救済」のため、4人の子供達を人智を超えた力を以って生み出し（＝レイウォール四兄妹は人為的に生み出された存在である）、それぞれに特別な力を与えている。ステラには情報処理能力とそれに伴う神がかり的な指揮統率能力、ベルフトには尋常ならざる戦闘能力、ピアニィには神をも受け入れる器の素養と常人を凌駕する魔力が与えられており、ヒューバードには人を操る力が与えられている。
だが、魔族の殲滅はすなわちバルムンクの意向に反するため、現在はバルムンク・ノヴァとも敵対状態にある。また、彼の描く「新世界」は、「相応しい力を持った、選ばれし人間だけが生き残れる世界」であるが、オーギュストの構想がもともとこうだったのかは不明。
冷酷に見えるが、実際には肉親の情に溢れ、また自覚こそしていないが自身でもそれを求めてやまない。幼少期よりオーギュストに「世界の救済」のことを聞かされて育ったため、彼がそれを翻した際に妄執に囚われてしまい、計画実現のみを目的として行動を始める。その根幹には、計画を成し遂げることでオーギュストからの愛情を取り戻そうという願いがあった。だが、それゆえにピアニィとは分かり合いながらも相容れず、エル・ウィン・フリットの遺跡最深部でアブソリュートと激突、落命した。
ベルフト・バウエス・レイウォール
ヒューリンのウォーロード/モンク。「戦鬼」「悪鬼魔人」「軍神」と呼ばれるほどの強さを誇り、アルディオン大陸最強の戦士と謳われるレイウォール王国第二王子。オーギュストの4人の子の中では、ピアニィと共にミドルネームの由来がはっきりしている人物で、彼の「バウエス」は名ではなく姓である（二重姓）。
クレスト諸島紛争後は辺境に派遣されていたが、「フェリタニア絶対防衛戦」にて中央へ帰還、新たな竜炎騎士団の指揮官となる。何らかの理由で兄ヒューバードに（位階とは別の意味で）逆らえないらしい。一方でヒューバードの側近たちに対しては不信感を抱いていた。
強者と闘うことを生きがいとしている節があり、妹であるピアニィに対しても「一度闘ってみたかった」と評している。しかしその一方、見かけに似合わず手芸が得意、手紙の文字は丸文字の上に絵文字入りという一面も持つ（修行時代のステラに手袋を贈ったことがあるらしい）。さらに「巨星、立つ」では、当時3歳のピアニィに実戦さながらの戦闘訓練を行っては、乳母のジュリアナ・バターフィールド（同じく『タクティクスガイド』公式NPC）に止められ、蓑虫の刑にされていたという過去が明らかになった。武力のみならず知略にも長けた正真正銘の名将であり、幼少期には「気配りのベルフト」なるあだ名があったらしい。
アンリのクーデターに際し、海路からグラスウェルズ西海岸に上陸、アンリ軍との合流を急いだが、その途中で連合王国軍のレイウォール侵攻を受けたヒューバードの命令でレイウォール本土へ帰還すべく反転。しかしピアニィがノルドグラムを陥落させヒューバードが遁走した報に接し独自の行動を開始。レスノールを起点にノルウィッチ、ラドフォード伯領を立て続けに襲撃し、オトガル、ウォーレンを討ち取りイザベラ達を人質に取って、ピアニィに決戦を迫る。しかしそれは王位などが目的ではなく、幼少期から目をかけていたピアニィとの直接対決を実現するための方便であり、また「自分の力で大地に立ち、世界と戦う」ためでもあると語っている。
竜輝石戦争の終盤、ピアニィたちと直接対決、激戦の末敗北・捕縛されるも、『ゲッタウェイ』1巻2話「潜入★リリシズム」で従妹リディルの要請を受けたヒルダ達に救出され、そのまま出奔。「共に幸せな未来を」ではエストネルのとある洞穴でヒューバードと再会し、彼の計画への協力を持ちかけられるが拒絶し、再度の再会を予告してどこかへ姿を消した。なおその際、オーギュストから何かを「授かった」こと、それがヒューバードの計画に絡んでいるらしいことがヒューバード自身の口から明かされている。そして、「新世界のサーヴァント～其は滅ぼす者～」において、完全装備の状態でリシャールと共にピアニィの救援に駆けつけている。しかし、ピアニィズとの戦いの最中、リージュが近くにいることを知ったヒューバードが撤退し、決着はつかないまま終わった。その後の動向は不明だが、『サガ・レジェンド』によれば大陸を放浪しているらしく、『メイビー』で一度レイウォールに現れている。
『デスマーチ』3巻5話「秘宝の守護者」で明かされた「ゴルフォードの王威の竜輝石」（当時はドランの動力源になっていた）とピアニィに挑戦状を出した時点ではエルザらかつての新生「黄金の狼」メンバー（ミリア含む）、エルザから直接知らされたピアニィ、ナヴァールしか知らない筈だった「アヴェルシアの王威の竜輝石」の所在、一般には行方不明のままとされているマリアの生存を知っていたが、情報の出所は不明。
本来はピアニィを「真の四宝の試み」に臨ませるためのサポーターとしての役割を負わされた存在であり、そのためにオーギュストから人智を超えた戦闘力を与えられている。
ステラ・ヴェレンガリア・レイウォール
レイウォール王国第一王女、のちに国王。詳細は上記「フェリタニア＝メルトランド連合王国」の同項参照。
キンバリー・ボレスワフ
ヒューリンのパラディン⇒クルセイダー/フォーキャスター/ジェネラル。「迅雷」と称せられる騎士団の部隊長だが、実際にはヒューバードの腰巾着。実力はそこそこあるものの、それ以上の大言壮語を吐いてはやられる役どころ。一応軍師だがナヴァールには酷評されている。バルムンクに利用され、そのまま死ぬはずのところをピアニィに救われるが、その後姿を消した。彼が一命を取り留めたことが、ピアニィの持つ「真実の竜輝石」の謎の伏線になっている。
なお、ファミリーネームの設定は当初なかったが、『デスマーチ』において読者投稿キャラでキンバリーの弟が採用された際、その設定が正式採用に至った。
本来は坊っちゃんカットの金髪だったのだが、ヤンヤンのブレスで真ん中一列が毛根ごと焼けてなくなり、逆モヒカンになってしまった。髪のことはヒューバードも気にしている。なお、ハンマーによる戦闘術の師匠（読者投稿キャラ）がいる。
2巻で姿を晦まして以来長らく消息不明になっていたが、逃げ込んだ先の山で修行していたマリア・バディーノに救われ、ある集落で療養しつつ日々を過ごしていた。その後、ヒューバードが計画遂行のために動き出したことをレイウォールの兵士から知らされ、最後の奉公と全身に疑似竜輝石を埋め込んだ状態でアブソリュートと対峙。本人はこの戦いで死ぬつもりだったが、ピアニィから「ヒューバードが確かにレイウォールを案じ、アルディオンの未来を考えていたことを覚えているように」との命令を受け、4人を送り出した。
ラザファム・ドーントレス
ヒューリン。レイウォールの「炎竜三二将」の頂点に立つ4人の内の一人であり、「東の将」8人を束ねる。圧倒的な実力から「闘将」の名で知られており、勇猛さと武力では三二将でも随一と言われている。
年齢は70歳。カテナの実家であるハーリング伯爵家とは懇意の仲であり、幼少期にはカテナに面倒を見られていたこともある。
現在のレイウォールにおいて、三二将の中ではステラ派に位置し、その更迭に不満を持っている。ピアニィの逃走以来、国に不穏な空気が流れている事に気づき、探りを入れていた。その中でステラの現状とオーギュストの病の原因、アドルフィスが偽物にすり替っていることなどに気付き、「ステラ奪回」にて国内に潜入したナヴァールにエルザを介して協力を求めて来た。これは、フェリタニアにおける「勇者募集」の呼び掛けに応えるという意思表示でもあった。その際、レイウォール内部にバルムンクが根ざしていることを知らされるもナヴァールの助言に従い沈黙を保っていた。「世界が変わる日」で連合王国軍がノルドグラムを急襲すると、これに呼応して蜂起し、ついにその本懐を遂げることとなる。その後は、連合王国首脳部（主にナヴァール）とレイウォール側との緩衝役を務める。大崩壊後は行方不明となっている。
セレステ・アボット
ヒューリン。わずか16歳にして炎竜三十二将に名を連ねる有能な軍師。ピアニィを慕っており、立場が分かれてしまったことで一度は敵対するものの、戦争終結後は元の仲の良い関係に戻っている。
指揮能力は卓越しており（データ的には戦場スキルを無効にするスキル「策謀看破」を持っている）、ステラをして「厄介」と言わしめるほど。しかし、内気な性格が災いして「弱腰軍師」なる不名誉な異名がある。ノルドグラム城の常駐警備軍に所属しており、前線に出ることは基本的にないため、彼女を城外に引きずり出すことが、ノルドグラム攻略に当たっての連合王国軍の第一目標となった。
ネオス・リガートン
ヒューリン。味方の犠牲をいとわず自分が生き残ることに固執するため“死神軍師”と呼ばれる読者投稿の軍師。セレステ不在のノルドグラムの守将だったが、連合王国軍の策にはまり城を出てしまい、ドーントレスの離反もあって敗北した。
なお、本編とは異なる歴史をたどった架空戦記リプレイ「レイウォールの奇跡」においても登場している。
ツナギ・オシミヤ
ヒューリンのウォーリア/サムライ。ベルフト軍分隊の指揮官を務める。
エリンディル東方・ダイワ群島国出身の女サムライで、陰謀に巻き込まれて出奔、エリンディル大陸を横断しアルディオン大陸に落ち延びて来た過去を持つ。左目に眼帯をしている。ベルフト不在の本陣を預けられていた実力者だが、気が弱く、すぐに謝る。そのためか、炎竜三十二将で最下位の「三十二の将」と位置付けられている。ノルドグラムを包囲する部隊を指揮し、ピアニィ達の足止めに徹したが力及ばず敗北、捕縛された。

### グラスウェルズ王国
ギルド『ファントムレイダーズ』 / リシャール・クリフォード / エゼルバルド・バイゴッド / オスウィン・ゴーダ / フィリップ・グラスウェルズ
『ブレイク』シリーズからのゲスト出演。詳細はアリアンロッド・サガ・リプレイ・ブレイクを参照。
セシル・フォーミダブル / コーディ
『コンチェルト』からのゲスト出演。詳細はアリアンロッド・サガ・コンチェルトを参照。

### その他
ヤンヤン
ピアニィの連れているルミナスドラゴンの幼生。ピアニィは「アニマルエンパシー」というスキルを持っており、ヤンヤンと意志の疎通が出来るのだが、なぜかその際のヤンヤンはひどく渋いニヒルなセリフを吐いている。外見は羽根の生えた子犬といった感じで、犬が苦手なアルからは敬遠されている。ファンブック収録のリプレイ「母からのメッセージ」では、ティナの連れていた同種が親と推測可能な描写がなされている。なお、「世界が変わる日」で大きくなれることが判明した。
タスラム・コネリー （船木真人）
ヒューリンのウィザード/ニンジャ。ピアニィの執事兼教育係を務めていた初老の男性。ピアニィをレイウォールの王宮から逃がすために盾となり、一時行方不明になるが、後に再会。以後はピアニィの密偵としてレイウォールの動静を探る。合衆国成立後の動向は不明。
はじめは「タスラム」というファーストネームのみの名前だったが、プレイ中の発言からショーン・コネリーのイメージを被せられるようになり、本来の名前である「タスラム」とは呼ばれず「コネリー」と呼ばれ続けた結果、最終的にその濃いキャラと相まって正式な名前になるまでに至った。1巻1話「反乱の日」におけるピアニィの脱出行の開始時、「ファイアボール」なる謎のスキルを使用している。
のちのリプレイにおいて、アヴェルシア貴族の出で、ユファという孫娘がおり、彼女に家伝の魔法「フロストプリズム」を伝えていること（『アリアンロッド・サガ・リプレイ・エチュード』）、かつてノルドグラム城にてティナに仕えていたこと（「母からのメッセージ」）が明らかになっている。
「コネリー」はファミリーネームなのだが、孫娘のユファは彼のことをなぜか「コネリーおじいちゃま」と呼んでいる。
無印9巻で再登場、ある妖魔との戦いで車椅子の生活となり、アヴァロンに迷い込んだ。（メタなことを言うとそうしないと出られなかったらしい）その際、自分がかつてバルムンクの一員であったこと（タスラムはケルト神話に出てくる魔弾）。孫娘のユファが産まれたことで足を洗ったことを教え、オーギュスト王がティナに諭されて、レイウォールで進めてきた計画を破棄したが、ヒューバートは諦めていなかったと言うことを改めて言ってから、ヒューバートの計画の詳細を教える。それはエリン（神界、物質界、幽界、魔界を含めた世界の総称）にいる限り、神々や邪神の影響からは逃れられないため、アルディオン大陸にある神代時代の竜輝石で遺産を起動させ、アルディオン大陸をエリンから完全に切り離して独立した新しい世界を作る。というものだった。なお、これをやるとヒューバートに選ばれた人間や強い人間以外はほとんど死んでしまう。
アルとのすれ違いで悩むピアニィの悩みを諭して解決した。
サザーランド
ドラゴネット（アンスロック）。ナヴァールとステラの師。霊峰ネビスに隠棲する伝説の軍師で、老師あるいは水鏡先生と呼ばれている。
ネビスを訪れたピアニィに何かを感じ、ナヴァールにピアニィの供をするよう命じた。
かつてはオーギュストの盟友であったのだが、彼の唱えた「神も魔も滅ぼし、世界を人の手で運行する」という「世界の救済」に賛同できず、袂を分かってネビスに隠棲していた。「新世界のサーヴァント～其は滅ぼす者～」において、ピアニィ一行を試練の道へ導き、ナヴァールからアキナ宛ての手紙（「真の四宝の試み」における一件のすべてが記されている）を預かった。
ティナ・ルティナベール・レイウォール／ティナ・アヴェルシア （井上喜久子）
ヒューリンのウィザード。アヴェルシア前々王ケネスの妹でレイウォール王オーギュストの4人目の妻。ピアニィの実母でウィルフレッドの伯母。『サガ無印』開始時点で故人。
高位の魔術師にして、過酷なトラップを数多く仕掛けたダンジョンの設計者（と『サガ無印』のプレイヤーたちに思われている）。幼いピアニィに「敵と戦う時はまず神官から始末すること」と教えた逸話があり、ピアニィの高い戦闘センスを培った人物とされる。さらに、手ずから騎士たちに戦闘の手ほどきをしていたらしく、生前のドランやローレンスは彼女に叩きのめされた経験がある。しかし自身の死を予期していた節があり、先の逸話の半年後に亡くなった。ドランやゴノレゴをはじめとして、現在も彼女に忠誠を誓うアヴェルシアの騎士は多い。
「巨星、立つ」では、オーギュストは彼女に出会って「世界の救済」を考え直したこと、ピアニィとベルフトの過酷な戦闘訓練を笑顔で見守っていたことが語られた。オーギュストは彼女について「そこ（殺意）がいいんじゃないか」と振り返っている。
学生時代には「殺意の姫」と呼ばれており、多くの伝説を残している。「新世界のサーヴァント～其は滅ぼす者～」においては卒業制作らしきダンジョン（ファンブックに登場したものの試作である）が登場している。
リプレイでは『デスマーチ』4巻の巻頭漫画におけるドランの回想、『ゲッタウェイ』1巻のダンジョンにおいて最深部で竜輝石を守る幻影として登場。またファンブック『Fellowship of Stone』収録のCDドラマ「思い出フロントライン」では、冒頭の回想シーンと、ダンジョン最後のトラップ（自動ループ再生の立体画像として）に登場。後者では強行突破しようとしたディーンを一撃で屠っている。
11巻で判明した素性は、統一帝国の聖妃フェリタニア本人。700年前の魔族への反攻作戦の際に“邪神の御子”に肉体を奪われ、神界に逃げ込んだ魂が時を経て、記憶を残したまま生まれ変わった存在である。幼少期のピアニィに伝えた「倒すのは神官から」という教えの出所は、「フェリタニア」であった頃に未来から飛ばされてきたピアニィから聞いたもの。
ダロスTN-1
エクスマキナの馬。「神竜王セフィロスによって造られ、英雄を選ぶ役割を与えられた」と自称するが、実際にアルディオン大陸有数の名馬と讃えられている。エクスマキナらしく人間とも馬とも意思の疎通が出来る。
「世界が変わる日」で連合王国に協力を申し出、キャメルウォータ会戦などでアルに鞍上を委ねた。アルを気に入ったらしく、ノルドグラム奇襲戦準備のため一旦ノルウィッチに戻るアルに自分を連れて行くよう頼み、ノルドグラム城突入まで共にした。
フェルシア / ノイエ / ガーベラ / 教皇ヴェラシオ・ハーヴェイ
フェルシアは『アリアンロッド・リプレイ』、他の3人は『アリアンロッド・リプレイ・ルージュ』シリーズからのゲスト出演。キャラクターの詳細は当該項目を参照。
「反乱の日」冒頭でベネットは、フェルシアとともに「粛清装置」探索の旅に出るガーベラに代わって、聖都ディアスロンドで静養する薔薇の巫女ノイエの護衛を依頼されたが、直後に謎の人物が神殿を襲撃。ノイエたちは重傷を負わされた揚句、代々の薔薇の巫女に受け継がれていた「旅人の石」を奪われてしまう。事態を重く見た教皇はベネットに「旅人の石」の奪回を命じた。
後にフェルシアは「いつまでたっても帰ってこない」ベネットの状況を確認するために単身アルディオンに渡る。そしてベネット（と、旅人の石）の意思を確認した上でベネットとの主従関係を解消する。これにより、アルディオン大陸のために戦う決意を固めたベネットの行動を後押しした。
無印9巻で登場。アヴァロンにある神殿の神官長をしていることが判明し、この世界の事情についても教える。
ギルド「のっとぎるてぃ」
『アリアンロッド・リプレイ』のPC達。9巻「妖精郷のピルグリム」に登場。
エルザ・ブルックス
『アクロス』シリーズからのゲスト出演。詳細はアリアンロッド・サガ・リプレイ・アクロスを参照。
ドワーディン・ゴルフォード
ネヴァーフ。ゴルフォード国王。
帝紀812年のカムロートとの戦争で大敗を喫したことから、竜輝石戦争では（ドワリムの暴走はあったものの）中立を維持。戦後、事実上大陸の覇者となったピアニィに求婚を申し入れた。「共に幸せな未来を」でもゲオルグとイルゼの静止を振りきってピアニィの居室に乗り込みプロポーズするが、アルに「おっさん」呼ばわりされた末、ピアニィに「結婚したければアルに勝ってください」と言われた挙句、ナヴァールがすすめた酒に酔って退室した（この間、ナヴァールからゲオルグに「ゴルフォードの王威の竜輝石」が返還されている）。
ゴルフォードはなぜか（統一帝に就いたアドヘルムや「学者王」サーリックという例外はいるが）暗愚な人物が代々王に就いてしまうという巡り合わせにある。ドワーディンも密告や賄賂で態度を簡単に変えるほどだが、実兄でもある前王フロトが固執していた「卑金属を貴金属に錬成する」研究を疑似科学と断じるなど、現実主義者の一面も垣間見せる。
“血の螺旋”のマーリン
『ゲッタウェイ』からのゲスト出演。
八方ふさがりとなったアブソリュートの前に現れ、「ヒューバードが言っているのは自分の理想だけ」と助言。シェルドニアンに存在するノーデンスの秘密ルートの存在を伝えた。
「バルムンク」の項も参照。
ピアニィズ
ヒューバードが引き連れていたピアニィのクローン達。
「セフィロスと邪神の御子を取り込んだピアニィは新世界への生贄として殺さねばならないが、その新世界に必要なのもまたピアニィである」との考えによって生み出され（「新世界」において彼女らが存在していれば、オリジナルが死のうとも「ピアニィ」は存在し続ける、という破たんした思考である）、ヒューバードに対して絶対の忠誠を寄せている。ただし、彼女らにはオリジナルの持つ「真実の竜輝石」への親和性がなかったため、世界平和研究所で特殊な訓練を積ませている（リージュも「革命☆センチメンタル」まではここで訓練を受けていた）。
内訳は「デスマーチ」に登場するグリンダ、「新世界のサーヴァント～其は滅ぼす者～」に登場した銀髪のウィザード/サモナー「フェニックス」、蒼い髪のスカウト/レンジャー/ドラグーン「ソルジャー」、金髪のウォーロード/ダンサー「ビッグボディ」、「愚者のサクリファイス」に登場したエクスプローラー/ガンスリンガー/バンガード「ツーハンド」、ウォーロード/サムライ「サムライソード」、プリースト/ウォーリア「サポーター」となっている。
なお、6巻のエンディングでヒューバードに付き従っていた7人は全員ピアニィズである。

## 書誌情報
- アリアンロッド・サガ・リプレイ1 戦乱のプリンセス ISBN 978-4-8291-4536-4
- アリアンロッド・サガ・リプレイ2 最強のフィアンセ ISBN 978-4-8291-4549-4
- アリアンロッド・サガ・リプレイ3 殺意のエトワール ISBN 978-4-8291-4562-3
- アリアンロッド・サガ・リプレイ4 裏切りのマリオネット ISBN 978-4-8291-4576-0
- アリアンロッド・サガ・リプレイ5 激闘のピースメイカー ISBN 978-4-8291-4603-3
- アリアンロッド・サガ・リプレイ6 運命のダイナスト ISBN 978-4-8291-4615-6
- アリアンロッド・サガ・リプレイ7 終末のエンプレス ISBN 978-4-8291-4639-2
- アリアンロッド・サガ・リプレイ8 新世界のサーヴァント ISBN 978-4-8291-4653-8
- アリアンロッド・サガ・リプレイ9 妖精郷のピルグリム ISBN 978-4-8291-4675-0
- アリアンロッド・サガ・リプレイ10 愚者のサクリファイス ISBN 978-4-8291-4705-4
- アリアンロッド・サガ・リプレイ11 世界終焉のメシア ISBN 978-4-8291-4741-2
- アリアンロッド・サガ・リプレイ12 悠久のラストクィーン ISBN 978-4-0471-2981-8

## その他
- ダークファンタジーRPG『ロード・オブ・ザ・ドラゴン』にてアリアンロッドRPGコラボキャンペーンが催された。2014年8月23日から8月26日まで『アリアンロッド・サガ・リプレイ』をモチーフにしたギルドウォーが開催され、ピアニィ等のメインキャラクターを報酬として入手可能だった。